# V. Antiokhosz szeleukida uralkodó
V. Antiokhosz Eupatór (Aντιóχoς Ευπάτωρ, Kr. e. 173 – Kr. e. 162 vége) ókori hellenisztikus király, a Szeleukida Birodalom kilencedik uralkodója (Kr. e. 164-től haláláig), IV. Antiokhosz Epiphanész gyermeke volt.
Apja Kr. e. 164-es halálakor kilenc esztendős volt, így helyette Lüsziasz főminiszter kormányzott, noha az elhunyt uralkodó Philipposz nevű emberét nevezte ki régenssé. Lüsziasz eleinte folytatta a függetlenedni vágyó zsidók mozgalma, a Makkabeus-felkelés elleni harcot, de amikor Philipposz hadat gyűjtött ellene az iráni területeken, felhagyott Jeruzsálem ostromával, békét kötött, és keletre vonult. Itt sikerült is leszámolnia ellenlábasával. Eközben az eseményeket nyugtalanul figyelő Római Köztársaság követséget menesztett a szeleukida udvarba, hogy a Kr. e. 188-as apameiai béke feltételeinek betartására emlékeztesse az uralkodót és miniszterét. A követség igényei azonban felkeléshez vezettek, melynek keretében meggyilkolták vezetőjét, Octaviust is. A zűrzavaros helyzetben Démétriosz, V. Antiokhosz Kr. e. 175 óta római túszként távol lévő unokafivére visszatért, és amint elfogta Lüsziaszt és a királyt, kivégeztette őket Kr. e. 162-ben, magának szerezve meg a trónt.